# Powalicka Struga
Powalicka Struga – potok, lewobrzeżny dopływ Czernicy.
Potok płynie w woj. zachodniopomorskim, w powiecie świdwińskim. Jego źródła znajdują się na północ od Łąk Słowieńskich, na pograniczu na Równiny Gryfickiej i Równiny Nowogardzkiej. Potok płynie północ, gdzie wpada do Czernicy od lewego brzegu we wschodniej części wsi Powalice. 
Nazwę Powalicka Struga wprowadzono w 1949 roku, zastępując poprzednią niemiecką nazwę Seegraben.